# Alma (Einheit)
Der (die) Alma, auch Almud, war ein Volumenmaß für Flüssigkeiten:
- Türkei: 1 Alma/Almud/Meter = 262,39 Pariser Kubikzoll = 5,2048 Liter (Ölmaß)[1] Es werden auch die folgenden Umrechnungen genannt: 
  - 1 Alma ≈ 264 Pariser Kubikzoll ≈ 5 1⁄4 Liter[2]
  - 1 Alma = 8 Oken (Öl nach Gewicht) ≈ 5,205 Liter[3]